# 何英 (外交官)
何英（1914年11月—1993年10月3日），海南琼海人，中华人民共和国政治人物、外交官。1929年加入中国共青团，1930年转入中国共产党。

## 生平
何英出生在琼海一个贫苦家庭，早年下南洋到马来亚谋生，并参加革命。1935年，被英国殖民政府逮捕，次年驱逐回国。1937年，恢复与中共的联系。1950年7月，调入外交部工作，出任中华人民共和国驻雅加达公使衔总领事兼驻印度尼西亚大使馆公使衔参赞。1952年，回国任外交部亚洲司副司长。1954年9月，出任中华人民共和国驻蒙古大使。1958年，任外交部第一亚洲司副司长。1959年，改任外交部西亚非洲司司长。1962年3月，出任中华人民共和国驻坦噶尼喀大使。1963年4月，兼任中华人民共和国驻乌干达大使。1964年4月，免去兼任驻乌干达大使一职。7月，由于坦噶尼喀和桑给巴尔人民共和国合并，改任中华人民共和国驻坦桑尼亚大使。1967年回国。1970年，任外交部西亚非洲司司长。1972年，任外交部副部长。1982年，任外交部顾问。自1983年起，任第六、七届全国人大常委会委员。
1993年10月3日，何英在北京病逝，终年79岁。